# Formação de Medusae Fossae

A Formação de Medusae Fossae, também conhecida como Medusa Fossae é uma extensa região geológica de origem incerta no planeta Marte. Esse nome vem de Medusa da mitologia grega. "Fossae" é a palavra Latina para "fossas". Localizada aproximadamente a 5º S, 213° E, essa formação atravessa a divisa entre as terras altas e as terras baixas próximo às áreas vulcânicas de Tharsis e Elysium.
A Formação de Medusae Fossae Formation é um depósito erodido que se estande por aproximadamente 1,000 km ao longo do equador de Marte. Às vezes, a formação adquire uma aparência suave, ondulando sobre a superfície, mas há lugares em que ela é esculpida pelo vento em tergos e grooves.
Imagens de radar sugerem que a região pode conter ou rocha porosa (por exemplo rocha vulcânica) ou camadas profundas de depósitos de gelo abrigando a mesma quantidade que na capa polar sul de Marte.  Outra evidência para uma composição em grãos finos é a de que essa área quase não retorna sinais de radar.  Por essa razão essa área tem sido chamada de a região "disfarce".  Essa formação é dividida em três sub unidades, todas elas consideradas pertencendo ao período amazônico, a era mais jovem na história geológica marciana.

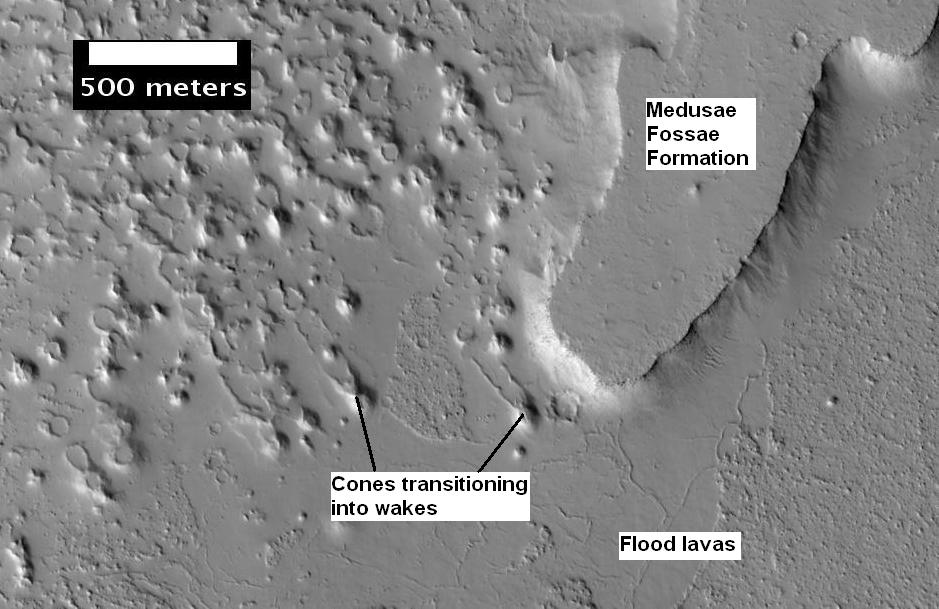
Platô composto de materiais de Medusae Fossae e cones sem fundações, capturado pela HiRISE. Os cones sem fundação são causados pela interação da lava com o gelo. As marcas são causadas pela lava que fluira sobre uma fonte de correnteza.
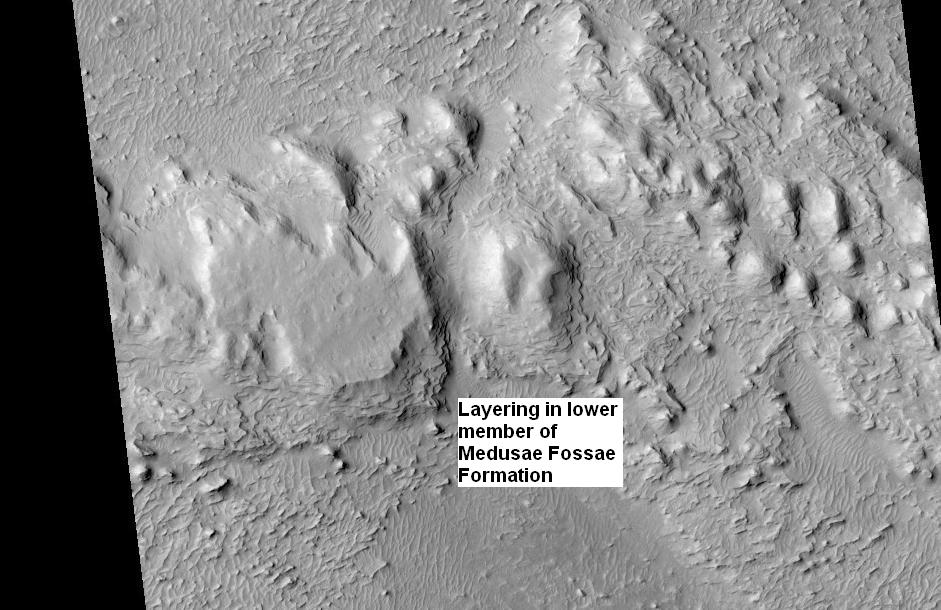
Camads em um membro inferior da Formação de Medusae Fossae, visto pela HiRISE.  Localização no quadrângulo de Aeolis.

## Relevo Invertido

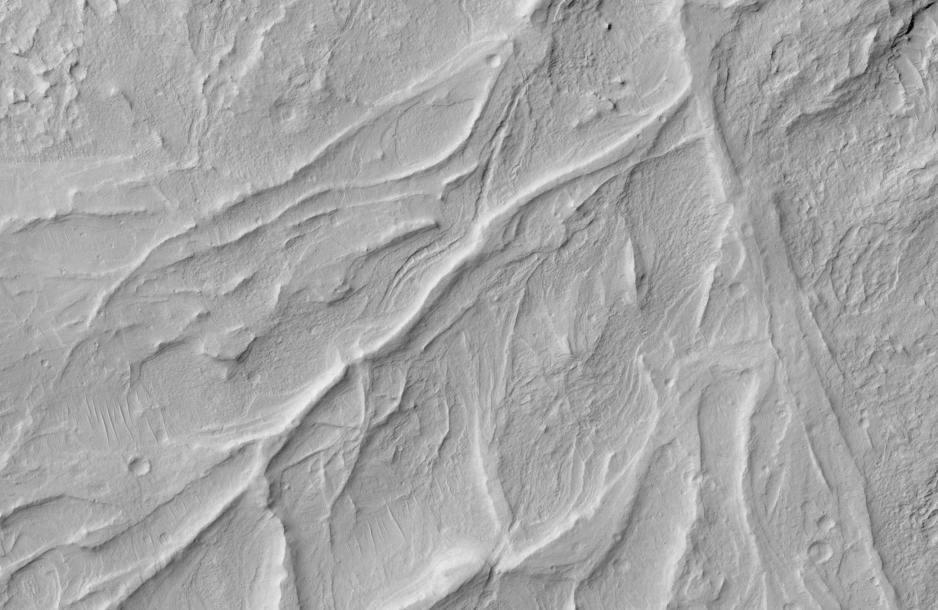
Tergos sinuosos em uma ramificação num membro inferior da Formação de Medusae Fossae, visto pela HiRISE. Localização no quadrângulo de Aeolis.

A porção inferior (um membro) da Formação de Medusae Fossae contém vários padrões os quais especula-se serem vestígios de correntezas.  Acredita-se que as correntes formaram vales que foram assoreados se tornando resistente à erosão devido à cementção dos minerais ou pela junção de uma áspera camada cobrindo o leito. Esses leitos de correnteza são às vezes chamados tergos sinuus ou formações curvilineares elevadas. Elas foram subdivididas em seis classes: crista achatada, crista estreita, crista arredondada, ramificada, não ramificada, e multinível.  Elas podem medir um quilômetro ou mais em extensão. Suas alturas variam de um metro a mais de 10 metros, enquanto a largura dos mais estreitos é menor que dez metros.

## Yardangs
A superfície da formação tem sido erodida pelo vento em uma série de tergos lineares chamados yardangs. Esses tergos geralmente apontam em direção aos ventos prevalentes que os esculpiram, o que demonstra o poder erosivo dos ventos marcianos. A natureza facilmente erodida da Formação Medusae Fossae sugere que ela é composta de partículas fracamente cementadas, tendo sido mais provavelmente formadas pela deposição de poeira depositada pelo vento ou cinzas vulcânicas. Camadas são vistas em partes da formação. Uma capa rochosa resistente no topo dos   yardangs foi observada em fotos da Viking, da Mars Global Surveyor, e da HiRISE.  Imagens da sonda especial mostram que ela possui diferentes graus de rigidez provavelmente por causa das variações significativas das propriedades físicas, composição, tamanho da particula, e/ou cementação. Poucas crateras de impacto são visíveis nessa área, conclui-se a partir disso que a superfície é relativamente jovem.

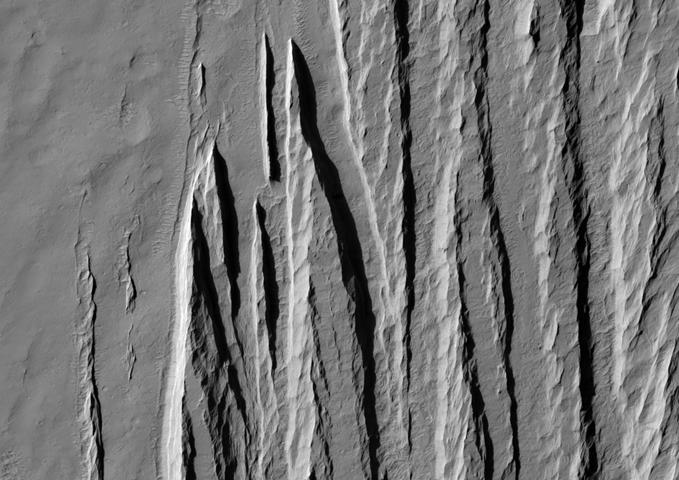
Formação de Medusae Fossae vista pela HiRISE. Localização no quadrângulo de Aeolis.
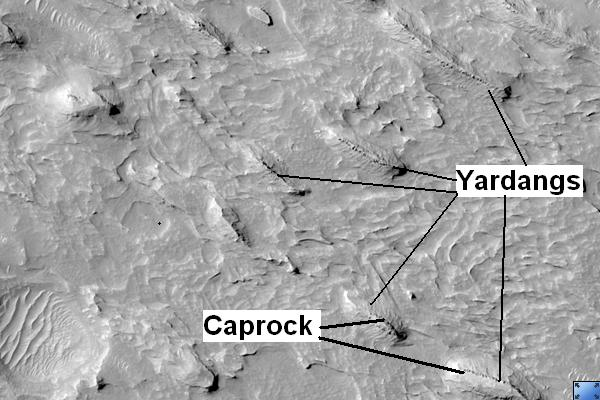
Yardangs na Formação de Medusae Fossae Formation com legendas para as capas rochosas, vistas pela HiRISE. Localização no quadrângulo de Aeolis.